# Christoph Barnbrock

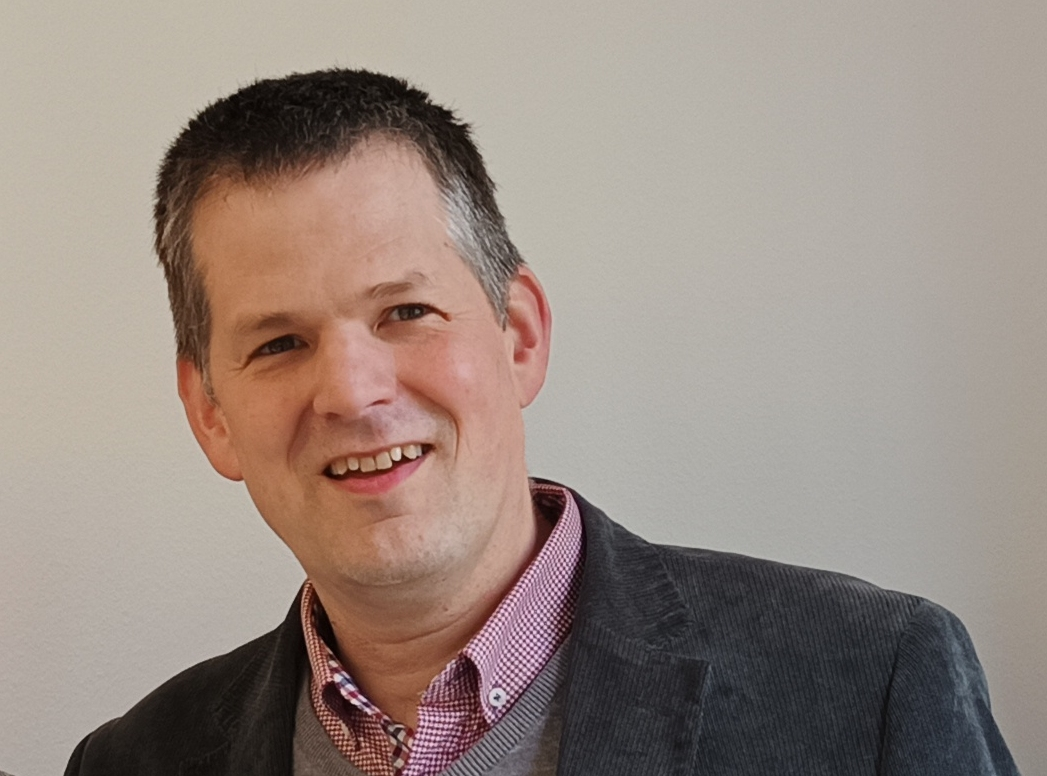
Christoph Barnbrock (2023)

Christoph Barnbrock (* 1975 in Remscheid) ist ein deutscher lutherischer Theologe.

## Leben
Er studierte evangelische Theologie in Oberursel, Erlangen und Göttingen. Von 1999 bis 2000 war er Assistent an der Lutherischen  Theologischen Hochschule (LThH) in Oberursel bei Frankfurt am Main und von 2001 bis 2003 Assistent des Bischofs Diethardt Roth der Selbständigen Evangelisch-Lutherischen Kirche (SELK) in Hannover. Nach der Promotion 2002 an der Georg-August-Universität Göttingen absolvierte er von 2003 bis 2005 das Vikariat in Bad Emstal-Balhorn. Von 2005 bis 2011 war er Pfarrvikar und Pfarrer in den Gemeinden Verden und Rotenburg (Wümme) der SELK. Von 2009 bis 2011 hatte er einen Lehrauftrag für Praktische Theologie an der LThH Oberursel, wo er seit 2011 als Professor für Praktische Theologie lehrt.
Seine Forschungsschwerpunkte sind Homiletik, praktische Theologie und Konfessionalität und Liturgik im Bereich der lutherischen Bekenntniskirchen. In allem zeichnet sich die Tätigkeit des Theologen durch eine hohe Wissenschaftlichkeit, aber auch enorme Praxisnähe aus. So publiziert er beispielsweise ganz regelmäßig in den Gottesdienstfachzeitschriften "Pastoralblätter. Predigt. Gottesdienst. Seelsorge. Die Praxis" und "Zuversicht und Stärke. Zeitschrift für Gottesdienst und Verkündigung".
Barnbrock ist  Leiter der Pastoralkollegs der SELK, in dem Pfarrern und Pastoralreferentinnen der SELK in zwei Kursen pro Jahr Fortbildung angeboten wird, und Koordinator für die Lektorenarbeit der SELK. Er gehört dem Leitungsgremium des Theologischen Fernkurses der SELK an.

## Schriften (Auswahl)
- Die Predigten C. F. W. Walthers im Kontext deutscher Auswanderergemeinden in den USA. Hintergründe, Analysen, Perspektiven (= Schriftenreihe Schriften zur praktischen Theologie. Band 2). Kovač, Hamburg 2003, ISBN 3-8300-0812-0 (zugleich Dissertation, Göttingen 2002).
- als Herausgeber mit Werner Klän: Gottes Wort in der Zeit. Verstehen – verkündigen – verbreiten. Festschrift für Volker Stolle (= Theologie. Forschung und Wissenschaft. Band 12). Lit, Münster 2005, ISBN 3-8258-7132-0.
- als Herausgeber: Gott ist bei uns! 50 Jahre Immanuel-Gemeinde Rotenburg/Wümme. Festschrift 1958–2008. Selbständige Evang.-Luth. Kirche, Pfarramt Zionsgemeinde Verden/Immanuel-Gemeinde Rotenburg, Verden 2008, OCLC 501327557.
- als Herausgeber mit Werner Klän: Heilvolle Wende. Buße und Beichte in der evangelisch-lutherischen Kirche. Festschrift für Wilhelm Rothfuchs zum 75. Geburtstag (= Oberurseler Hefte. Ergänzungsband 5). Edition Ruprecht, Göttingen 2009, ISBN 978-3-7675-7133-4.
- als Herausgeber: Frühregen und Spätregen. Predigten von Carl Ferdinand Wilhelm Walther.  Verl. der Luth. Buchh., Groß Oesingen 2011, ISBN 978-3-86147-326-8.
- als Herausgeber mit Achim Behrens: Theologische Erkundungen in Oberursel. Festschrift für Hella Adam (= Oberurseler Hefte. Heft 52). Lutherische Theologische Hochschule, Oberursel 2012, ISBN 978-3-921613-53-5.
- als Herausgeber: John T. Pless: Unterscheidungskunst. Edition Ruprecht, Göttingen 2014, ISBN 978-3-8469-0191-5.
- Pfarrersein in Spannungsfeldern. Dies academicus 2014 (= Oberurseler Hefte. Heft 54). Lutherische Theologische Hochschule, Oberursel 2015, ISBN 978-3-921613-55-9.
- Hörbuch. Eine Entdeckungsreise Für Predigthörerinnen und Predigthörer. Mit Illustrationen von Marie Luise Voigt. Edition Ruprecht, Göttingen 2016, ISBN 3-8469-0245-4.
- als Herausgeber mit Gilberto da Silva: »Die einigende Mitte«. Theologie in konfessioneller und ökumenischer Verantwortung. Festschrift für Werner Klän (= Oberurseler Hefte. Ergänzungsband 20). Edition Ruprecht, Göttingen 2018, ISBN 3-8469-0298-5.
- Lutherische Liturgie in Vielfalt und Wandel. Gottesdienstordnungen aus dem Bereich selbstständiger evangelisch-lutherischer Kirchen (= Glauben und Bekennen. Arbeiten zu Theologie und Leben der lutherischen Kirche in Geschichte und Gegenwart, Band 3), Evangelische Verlagsanstalt Leipzig 2024, ISBN 978-3-374-07538-6